# The Real Housewives
The Real Housewives är en amerikansk media-franchise som består av flera reality-tv-serier som sänds på kanalen Bravo. Serierna fokuserar på förmögna hemmafruar i flera olika regioner i USA. Den första versionen, The Real Housewives of Orange County, hade premiär 2006 och dess framgångar resulterade i flera spinoff-serier, de första i New York och Atlanta 2008, New Jersey 2009, Washington D.C. och Beverly Hills 2010, Miami 2011 samt Potomac och Dallas 2016.
De senare tillskotten visade sig bli lika populära och resulterade i ytterligare spinoff-serier. Sedan februari 2014 har The Real Housewives of Atlanta högst tittarsiffror i franchisen och är därtill den mest sedda serien på Bravo. Internationella versioner har även börjat att sändas av flera kanaler. Den första var The Real Housewives of Athens som hade premiär 2011 och följdes av Me'usharot (The Real Housewives of Israel) 2011, The Real Housewives of Vancouver 2012, Les Vraies Housewives (The Real French Housewives of Hollywood) 2013, The Real Housewives of Melbourne 2014 och The Real Housewives of Cheshire 2015.

## Bakgrund och koncept
1997 fick den amerikanska konsulten och entreprenören Scott Dunlop en idé om en kortfilm som skulle reflektera hans förmögna bostadsområde i Orange County. Idén och konceptet kom han på under en middag när han lyssnade på sina vänners fruar och hur de berättade om sina respektive solsemestrar och hur de målade upp en perfekt bild av sina liv för varandra. Filmen blev aldrig gjord men nästan ett decennium senare efter flera avslag träffade Dunlap Frances Berwick, TV-kanalen Bravos högsta chef. Berwick befann sig i ett stort karriärmässigt uppsving tack vare ett genomgripande förbättringsarbete av Bravo och blev intresserad efter Dunlaps pitch. Hon gav grönt ljus och en licens till Dunlap att inleda arbete på en hel serie som chefsproducent. En tid senare, efter att ha filmat nästan allt innehåll till första säsongen av serien, fick Berwick se delar av innehållet. Hon blev dessvärre missnöjd av det hon såg och ville ta serien i ett annat håll kreativt. TV-producenten Andy Cohen, som tidigare hjälpt Berwick att arbeta fram lyckade serier som Queer Eye, togs in för att vidareutveckla serien.

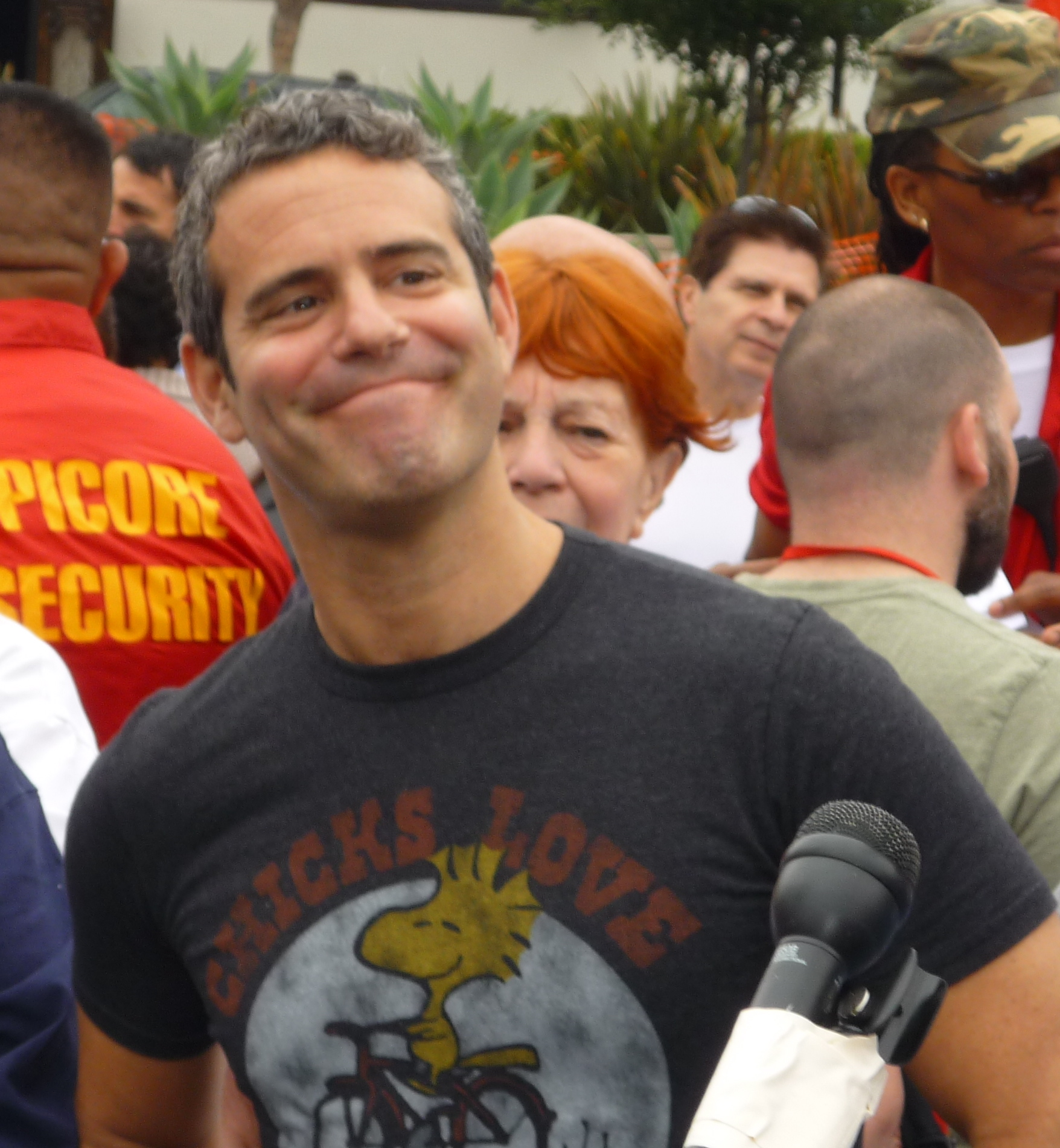
Producenten Andy Cohen ledde arbetet bakom The Real Housewives.

I maj 2005 presenterade Bravo Dunlap och Cohens slutresultat; The Real Housewives of Orange County, en av sex nya realityserier för TV-kanalens programtablå. Det slutgiltiga konceptet bakom serien har sedan dess beskrivits som Andy Cohens "oklanderliga mästerverk" med hans förkärlek till såpoperor och skådespelaren Susan Lucci som en stor influens. Den hämtade också inspiration från TV-serier som Desperate Housewives och Peyton Place och skulle följa rika hemmafruar som "lever glamorösa liv i ett grindsamhälle i södra Kalifornien där villor har ett genomsnittligt pris på 1,6 miljoner dollar och invånarna består av chefer och pensionerade idrottare." Skribenten Pier Dominguez påpekade dock att utvecklingen därifrån till franchisens signum – en blandning av livsstilar i överklassen, såpoperadrama och reality-tv-teater – var resultatet av samarbetet med Bravo, TV-producenter och kvinnorna själva.

## Utveckling och produktion
Efter premiären av The Real Housewives of Orange County den 21 mars 2006 bekräftade Bravo produktionen av serien Manhattan Moms i september 2007. Serien skulle följa "en eklektisk grupp av societeter och deras familjer". Serien döptes dock om till The Real Housewives of New York City i januari 2008 och blev den första spinoff-serien i The Real Housewives-franchisen. Det tredje tillskottet, The Real Housewives of Atlanta, meddelades i juni och hade premiär 7 oktober. Den fjärde serien, The Real Housewives of New Jersey, omnämndes i maj 2008 innan produktionen The Real Housewives of Atlanta hade bekräftats. Den hade premiär 12 maj 2009. The Real Housewives of D.C. introducerades som en femte spinoff i oktober 2009 och hade premiär i augusti 2010. På grund av låga tittarsiffror lades serien ner redan i oktober samma år.

### Överblick
| Serie                                   | Förkortning | Premiär          | Avslutning      | Antal säsonger | Ref.   |
| --------------------------------------- | ----------- | ---------------- | --------------- | -------------- | ------ |
| The Real Housewives of Orange County    | RHOC        | 21 mars 2006     | i.u.            | 18             | [ 13 ] |
| The Real Housewives of New York City    | RHONY       | 4 mars 2008      | i.u.            | 15             | [ 14 ] |
| The Real Housewives of Atlanta          | RHOA        | 7 oktober 2008   | i.u.            | 16             | [ 15 ] |
| The Real Housewives of New Jersey       | RHONJ       | 12 maj 2009      | i.u.            | 14             | [ 16 ] |
| The Real Housewives of D.C.             | RHODC       | 5 augusti 2010   | 21 oktober 2010 | 1              | [ 17 ] |
| The Real Housewives of Beverly Hills    | RHOBH       | 14 oktober 2010  | i.u.            | 14             | [ 18 ] |
| The Real Housewives of Miami            | RHOM        | 22 februari 2011 | 4 november 2013 | 7              | [ 19 ] |
| The Real Housewives of Potomac          | RHOP        | 17 januari 2016  | i.u.            | 9              | [ 20 ] |
| The Real Housewives of Dallas           | RHOD        | 11 april 2016    | i.u.            | 5              | [ 20 ] |
| The Real Housewives of Salt Lake City   | RHOSLC      | 11 november 2020 | i.u.            | 5              | [ 21 ] |
| The Real Housewives Ultimate Girls Trip | RHUGT       | 16 novembre 2021 | 17 januari 2016 | 5              |        |
| The Real Housewives of Dubai            | RHODubai    | 1 june 2022      | i.u.            | 2              |        |

## Handling

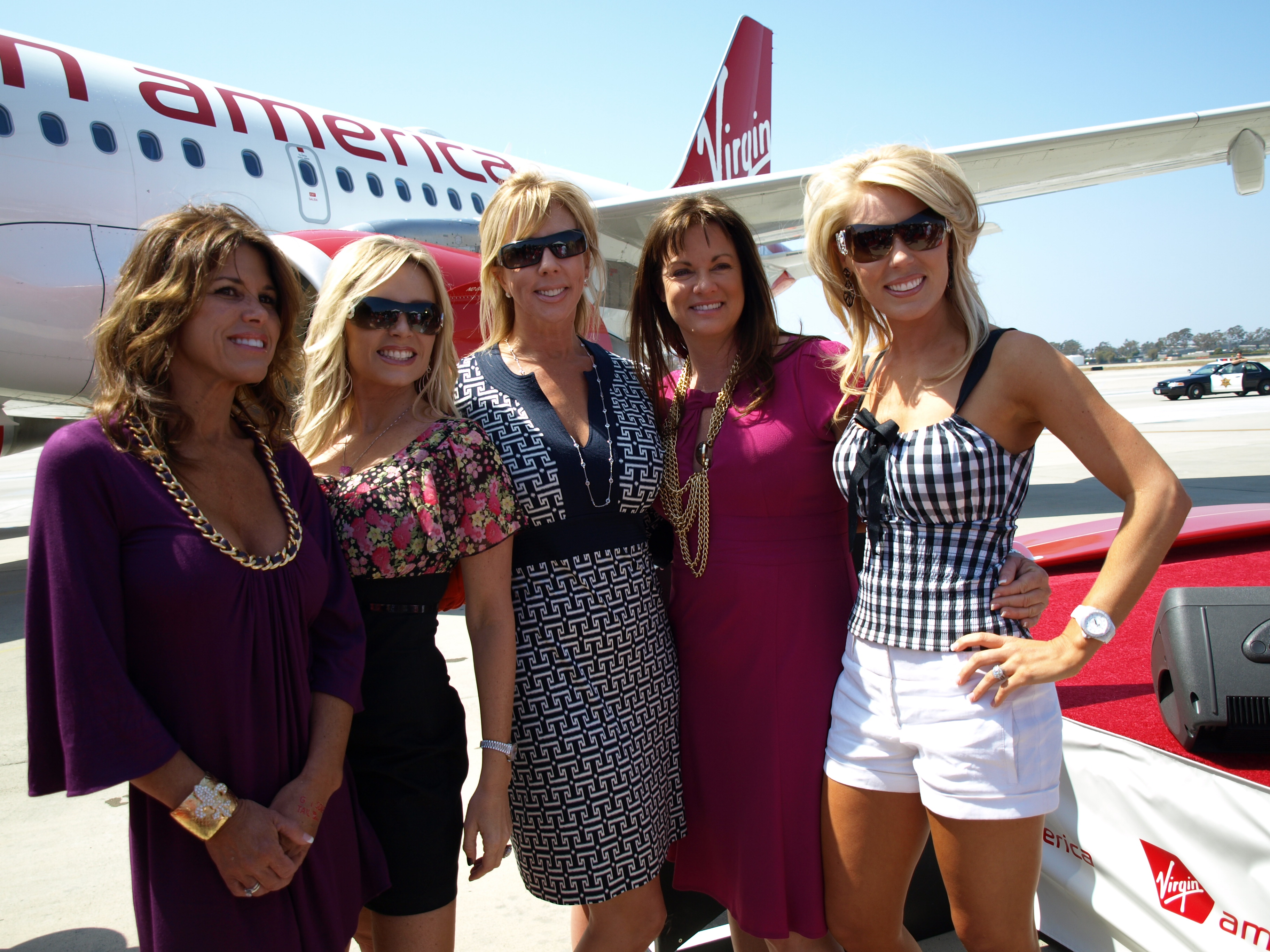
Rollbesättningen i femte säsongen av The Real Housewives of Orange County (från vänster till höger: Lynne Curtin, Tamra Barney, Vicki Gunvaldson, Jeana Keough och Gretchen Rossi).

Med The Real Housewives of Orange County som start var serien tänkt att följa fem kvinnors vardag i ett exklusivt grindsamhälle. Allteftersom serien pågick utvecklades handlingen och 2015 konstaterade skribenten Danielle Henderson från VH1 att vad som började som ett "sociologiskt experiment" nu hade pågått i över 10 säsonger. Under den tidsperioden dokumenterade kamerorna kvinnornas skilsmässor, giftermål, etablering av företag och födslar av barn och barnbarn.
I flera fall har handlingarna i serierna lett till oförutsägbara händelser. I första säsongen av The Real Housewives of Beverly Hills framkom Russell Armstrongs misshandel av hustrun och deltagaren Taylor Armstrong vilket ledde till hans självmord i säsong två av serien.

## Arv och kulturellt inflytande

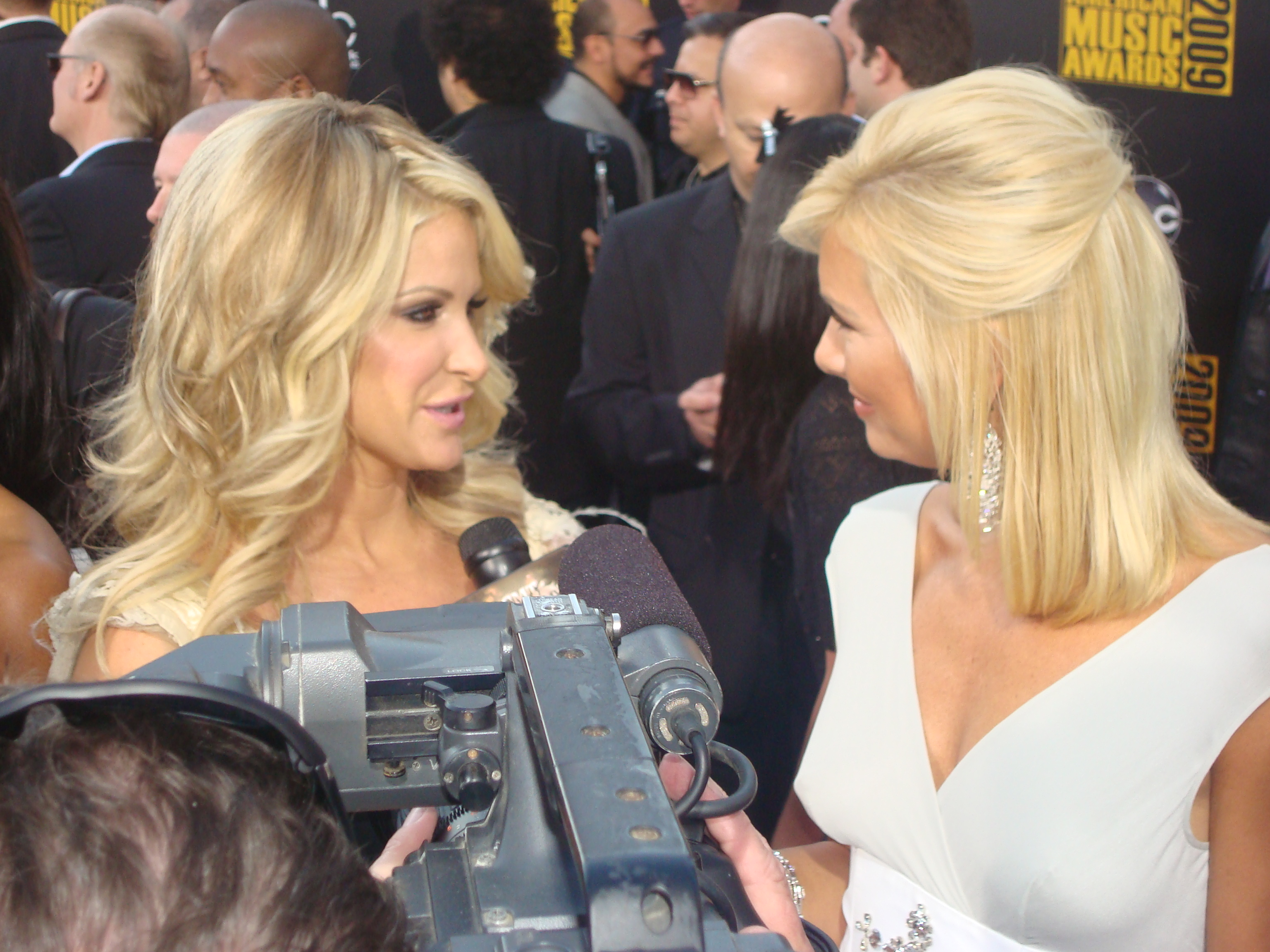
Kim Zolciak-Bierman från The Real Housewives of Atlanta på röda mattan 2009.

Sedan debuten 2006 har The Real Housewives beskrivits som ett "kulturellt fenomen". Skribenten Pier Dominguez från webbplatsen Buzzfeed uppmärksammade att serierna lyckats nå målgrupper som i vanliga fall inte berörs av reality-tv med hjälp av sina absurditeter blandat av kitsch och melodrama. Journalisten och skribenten Danielle Henderson skrev att The Real Housewives har "omdefinierat" reality-tv.